# Isla Lars
La isla Lars (en noruego: Larsøya) es una isla rocosa, de menos de 0.4 kilómetros de largo, que se encuentra justo al lado de la extremidad sudoeste de la isla Bouvet, perteneciente a Noruega, en el océano Atlántico Sur. Se trazó primero más o menos en 1898 por una expedición alemana bajo Carl Chun. La expedición noruega al mando del capitán Harald Horntvedt llegó a la isla desde el barco Norvegia en diciembre de 1927, y la nombró por Lars Christensen, patrocinador de la expedición.